# René Le Hénaff
René Le Hénaff (Saigon, 26 aprile 1901 – Belley, 5 gennaio 2005) è stato un montatore e regista francese.
In qualità di redattore ha lavorato per Marcel Carné e René Clair. Come regista uno dei suoi più noti film risalgono dal 1935 al 1950. Egli si ritirò effettivamente da entrambe le occupazioni nel 1968.

## Filmografia parziale

### Montatore
- Sansone (Samson), regia di Maurice Tourneur (1936)
- Trois... six... neuf, regia di Raymond Rouleau (1937)
- Piccola ladra (Battement de coeur), regia di Henri Decoin (1940)
- Donne senza nome, regia di Géza von Radványi (1950)
- Lo strano desiderio del signor Bard (L'étrange désir de Monsieur Bard), regia di Géza von Radványi (1954)
- Les Petits Chats, regia di Jacques R. Villa (1960)

### Montatore e regista
- Les chevaliers de la cloche (1938)

### Regista
- Gli esiliati della Pampas (Fort Dolorès) (1939)
- Il colonnello Chabert (Le colonel Chabert) (1943)
- 90... la paura (Le mystère Saint-Val) (1945)
- Fernandel e le donne (Uniformes et grandes manoeuvres) (1950)